# Help! Help! Help! Help!
「Help! Help! Help! Help!」（ヘルプ・ヘルプ・ヘルプ・ヘルプ）は、日本の歌手である沢田研二の78枚目のシングルである。
2020年3月11日にJULIE LABELより発売された。一部店舗では同年3月14日から発売された。

## 解説
- 柴山和彦とダブルクレジット。演奏は柴山のギター1本である。コーラスは2019年11月28日に東京国際フォーラムホールAでの公演で収録された観客の声を使用している。
- 東日本大震災が起こった2011年3月11日に哀悼の意を表して、2020年3月11日にリリース。ファンクラブの先行と山野楽器以外の一般販売が3月14日からの発売となった。よってオリコンランキング等でも3月14日付でのランキング掲載となっている。
- オリコン週間シングルランキングで20位となり、「灰とダイヤモンド」以来35年ぶりのTOP20入りとなった。

## 収録曲
1. Help! Help! Help! Help!
  - 作詞：沢田研二／作曲：柴山和彦
2. 頑張んべえよ
  - 作詞・作曲：沢田研二